# Fort de Nossa Senhora da Graça
El Fort de Nossa Senhora da Graça, també anomenat Fort del Comte de Lippe, està situat en el més alt d'un crespat turó amb el mateix nom, a un quilòmetre al nord de la plaça forta d'Elvas, a la regió de l'Alentejo, en la freguesia d'Alcáçova, districte de Portalegre, a Portugal. Des del 30 de juny de 2012 és llistat com a Patrimoni Mundial de la Humanitat per la UNESCO.

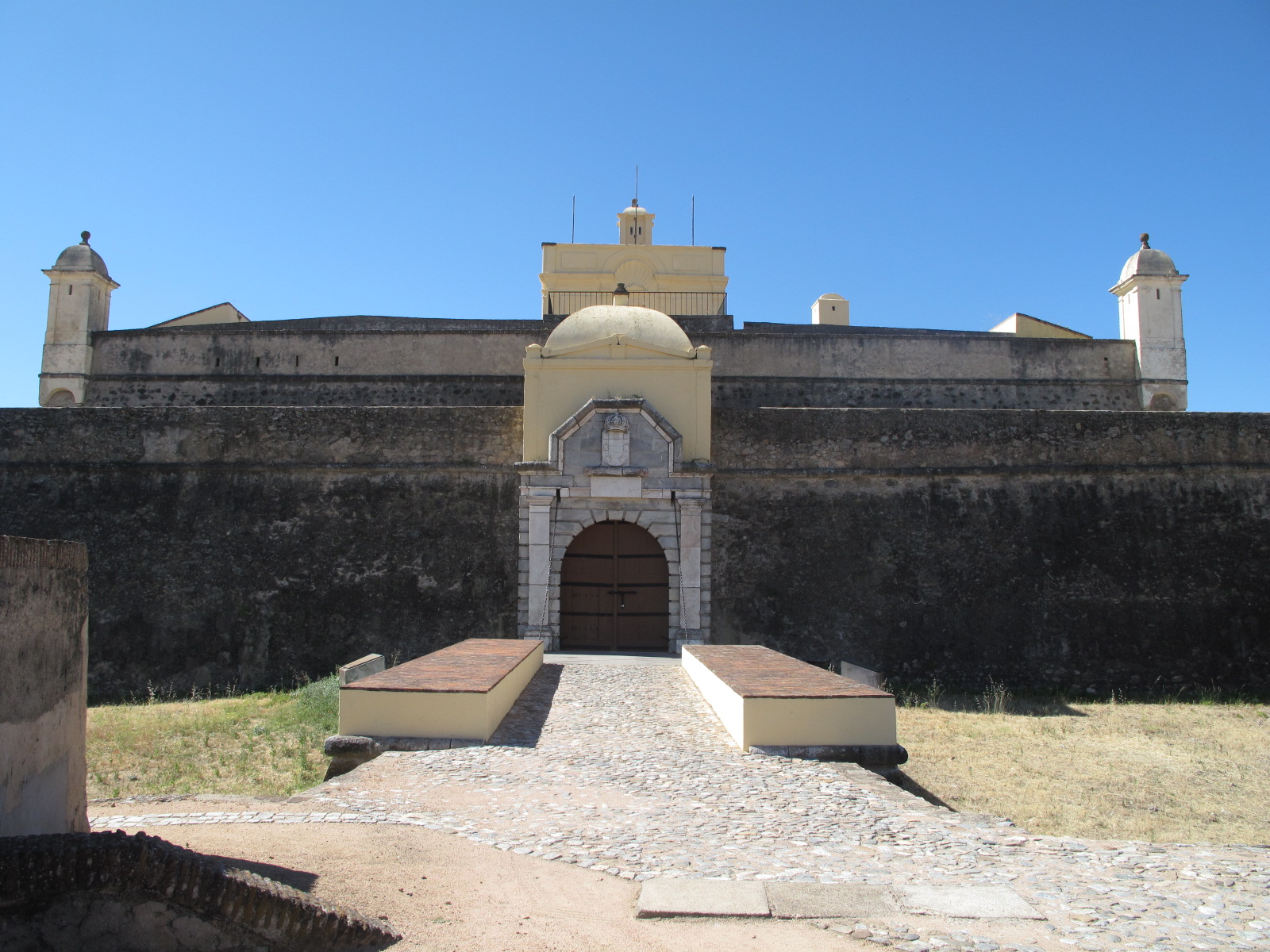
Porta principal d'accés.

La seva posició dominant, donada la seva ubicació en el cim de la muntanya de Graça, li donava una part important en la defensa de la Plaça forta d'Elvas. Ha aconseguit mantenir al llarg del temps en molt bon estat de conservació una bona part de les seves muralles medievals així com la totalitat del seu complex recinte. Al costat del fort s'alça, a uns 500 m al sud de la ciutat l'altre gran fort: el Fort de Santa Luzia. Tot aquest conjunt defensiu no ha estat mai pres per forces enemigues.
El 2014, la fortalesa de Nossa Senhora da Graça formava part d'un nou projecte del Ministeri de Defensa Nacional de Portugal, creada amb el suport de Turisme de Portugal, anomenat «turisme militar», que compta amb itineraris històrics basats en herois portuguesos.

## Història
Encara que la construcció del Fort de Nossa Senhora da Graça és del segle xviii, el turó va ser habitat des d'èpoques molt més antigues. En l'edat del ferro ja existien pobladors en aquesta zona i, posteriorment, durant l'època romana també va ser habitat per ells. No obstant això, quan es va utilitzar la pedra del cim del turó per a la construcció del fort, van desaparèixer tots els vestigis d'aquestes dues èpoques.
L'any 1370, Catarina Mendes, esposa de Estêvão Vaz da Gama i besàvia del navegant portuguès Vasco da Gama va promoure i va dotar de mitjans econòmics el projecte de fer en el cim d'aquest turó una ermita sota la advocació de «Nossa Senhora da Graça». Era una església gòtica que, a més, tenia un claustre, una cisterna i diversos allotjaments, i es va mantenir dempeus fins a l'any 1763 en què es va iniciar la construcció del fort amb el consegüent enderrocament de l'ermita. El lloc va començar a tenir el segle xvii una gran importància militar, ja que l'exèrcit espanyol va construir un fortí a l'indret durant la Batalla de les Línies d'Elvas des d'on un parell de canons bombardejaven la ciutat. Aquest fortí, igual que l'ermita van romandre fins a l'any 1763.

## Construcció del fort

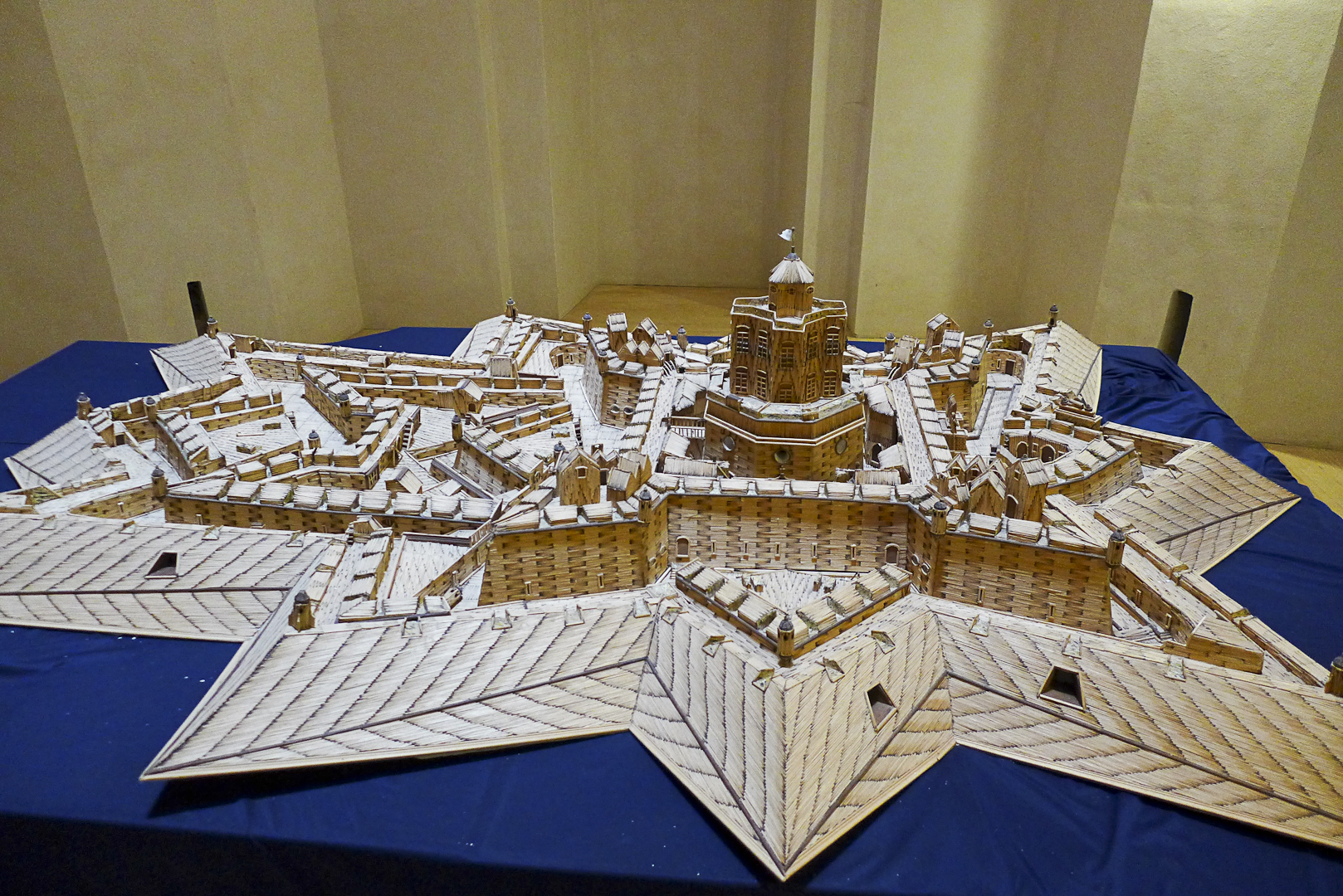
Maqueta del Fort de Nossa Senhora da Graça

Quan es va començar a utilitzar la pólvora en els conflictes armats, els polítics i militars portuguesos es van adonar de com de fràgil era la ciutat d'Elvas davant possibles atacs des de la muntanya de Graça, ja que té una alçada de 404 msnm mentre que la zona del Castell d'Elvas, que era la seva part més elevada, només tenia una cota de 345 msnm. El primer que es va adonar d'aquesta situació va ser Federico Guillermo de Schaumburg-Lippe, comte de Lippe, a qui el Marquès de Pombal va fer venir des d'Anglaterra per a l'organització de l'exèrcit portuguès i va ser el mateix Lippe qui va ordenar la construcció del fort.

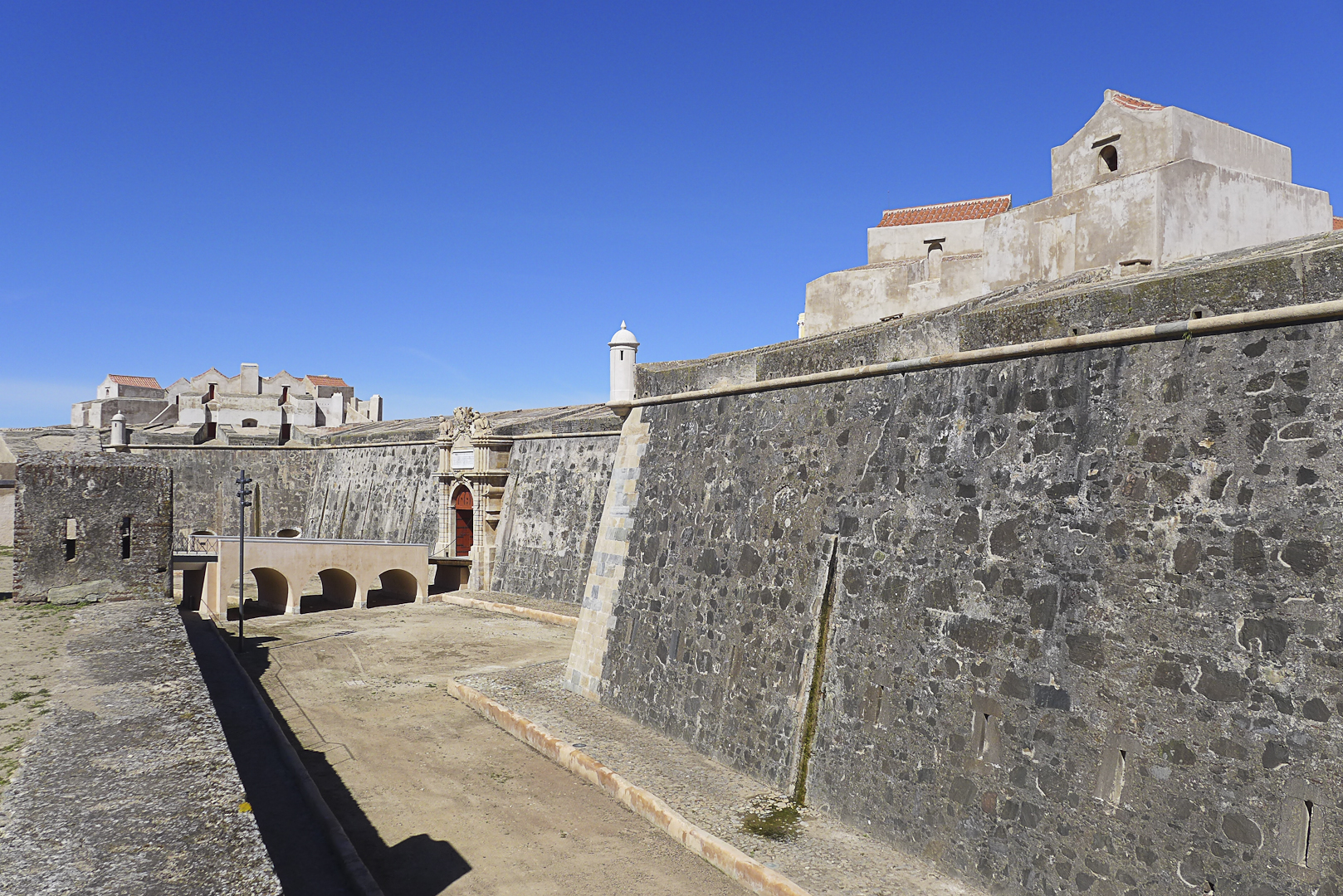
Vista de l'entrada principal i el gran fossat perimetral

Les obra del que es va anomenar en principi «Fort de Lippe» van començar el juliol de 1763 i es van perllongar fins al 1792. El disseny va ser obra personal del comte però l'execució dels treballs se li va encarregar al Tinent Coronel de l'arma d'Enginyers Pierre Robert de Bassenond. El 1762 es va fer un primer esbós del projecte per part de Luís Gomes de Carvalho i l'inici de les obres es va encarregar el capità d'enginyer Étienne, que va haver de partir cap a Alemanya per fer-se càrrec de la finalització dels treballs del Fort de Wilhelmstein. Aquest mateix any el Comte de Lippe va haver d'abandonar Portugal i va aconsellar al Marquès de Pombal que encarregués al coronel d'artilleria Guillaume Louis Antoine de Vallaré la direcció de l'execució de les obres.
El propi coronel Barraré va introduir diverses modificacions en el projecte encaminades a aconseguir un grau de sofisticació defensiva que fes el fort totalment inexpugnable segons indica l'expert Domingos Bucho. Durant la construcció del fort van treballar uns 6000 homes i va tenir un cost de 767.000.000 reals. La idea del coronel Vallaré era que havia de ser inexpugnable, ja que, en cas de ser pres, es podria bombardejar la ciutat de forma eficaç. Per això, havia de tenir espai suficient per a armament, personal, polvorins, etc. i com el fort estava situat en el cim d'una muntanya quedava limitat a un espai concret, el coronel va optimitzar al màxim la superfície disponible mitjançant la construcció de diversos pisos així com la de subterranis, passadissos, etc. El disseny d'aquest fort va ser ressenyat pel Príncep de Waldeck quan, per fi, el va veure construït.

## Característiques del fort

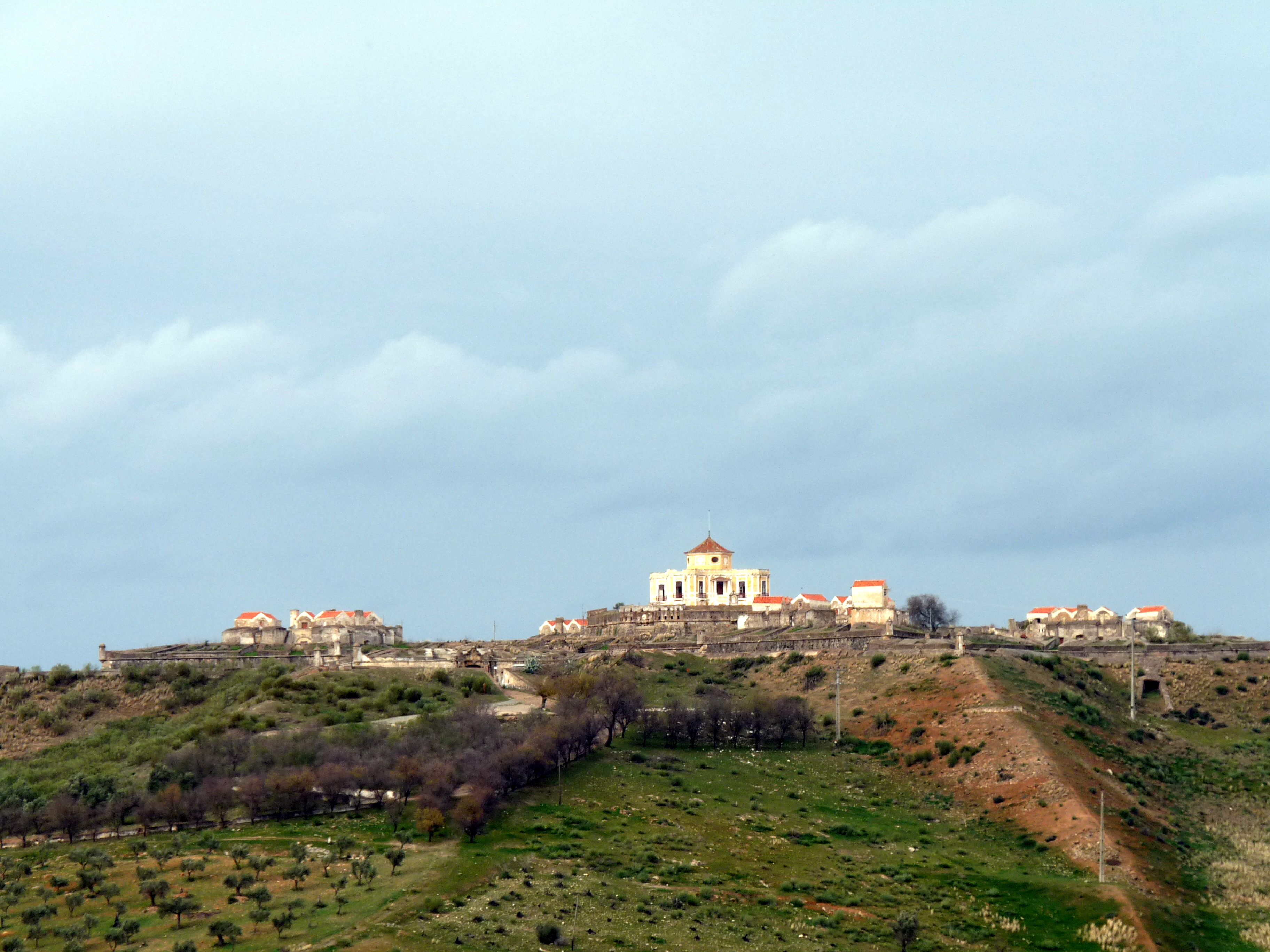
Vista general del fort

L'estructura és quadrangular de 150 m de costat amb quatre baluards pentagonals en les cantonades anomenats de Badajoz, Elvas, Sant Amaro i Mafra. Quatre revellins cobreixen els murs, la meitat dels quals pertanyen a la monumental porta anomenada Porta del Drac, única porta d'entrada i tres poternes. En la llinda que corona la porta hi ha dos canons tallats en pedra que recorden els dos canons espanyols instal·lats en aquest cim i que van causar nombroses víctimes en la població d'Elvas en la batalla de les Línies d'Elvas. Una vegada superat el primer fossat i el pont llevadís s'arriba al gran Magistral, amb quatre baluards pentagonals.
Finalment s'arriba al Reduto o cos central de la plaça que té planta circular, amb dues plantes i troneres d'obertura de casamates per a tres grups de bateries. La part superior de la fortalesa, té una claraboia central i una torre circular amb dos pisos. En el primer pis hi ha una capella decorada i en el segon està la casa del governador al costat d'un menjador. Per sota de la capella, excavada en la roca, hi ha una cisterna que és una de les seves obres més destacades. Externament, l'estructura es completa amb un hornabec amb el seu revellí i poterna, i un fossat sec, ample i profund.

## El fort que fou presó

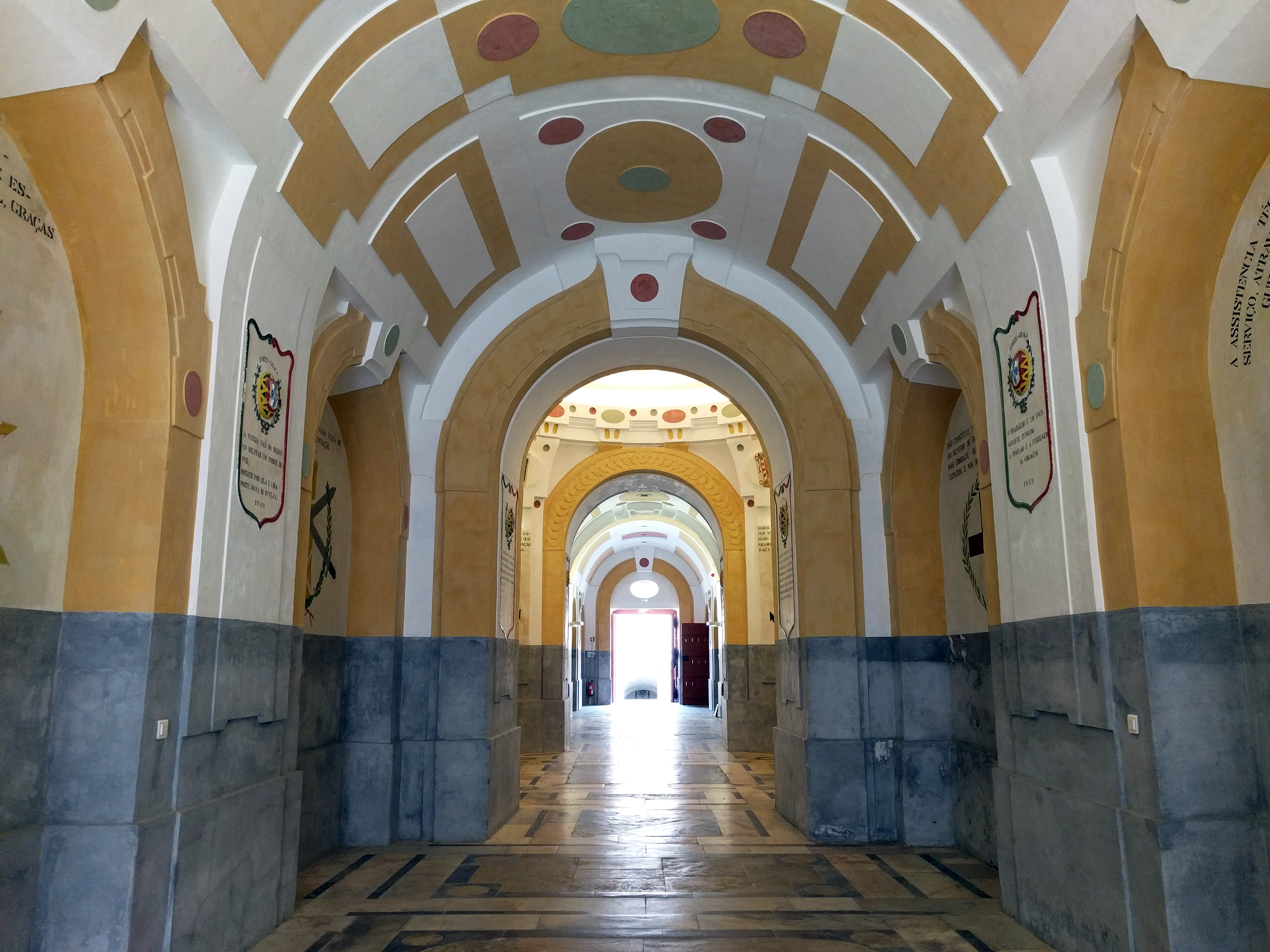
Capella del Fort de Nossa Senhora da Graça a Elvas, Portugal

Durant la guerra civil que va tenir lloc entre 1828 i 1834 a Portugal, el fort va ser destinat a funcionar com a presó política on van internar presos en nombre de més del doble de persones per les quals el fort havia estat concebut. També van complir penes de presó en el fort les persones que van prendre part en els cops posteriors, fins al 1851. El 1875 es va crear una «Companyia Correccional» amb guarnició en el propi fort, i el 1894 aquesta companyia va passar a anomenar-se «Dipòsit Disciplinari». Amb l'arribada de la República a Portugal, el fort va seguir sent presó política fins al 1975.

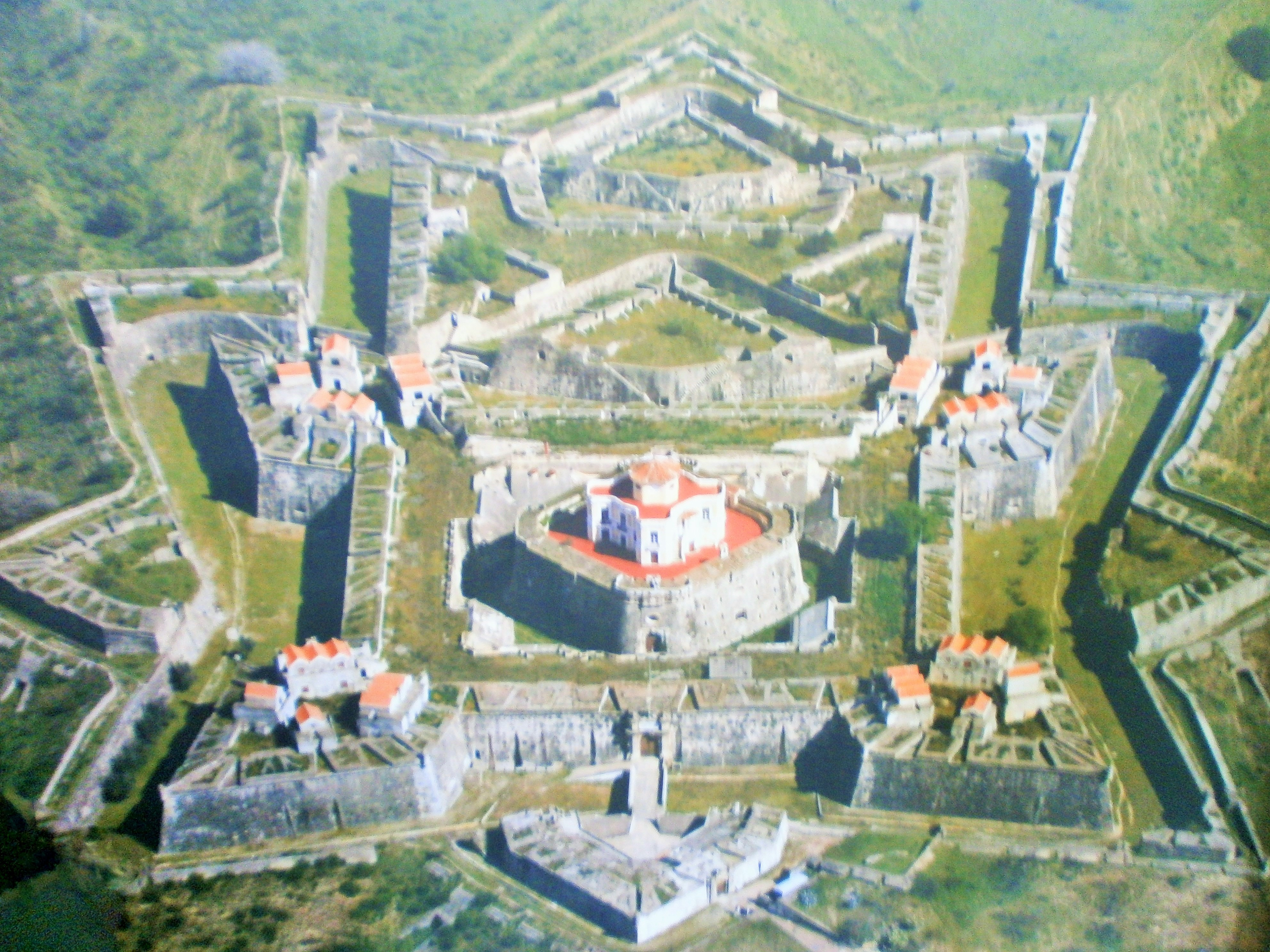
Vista aèria del fort
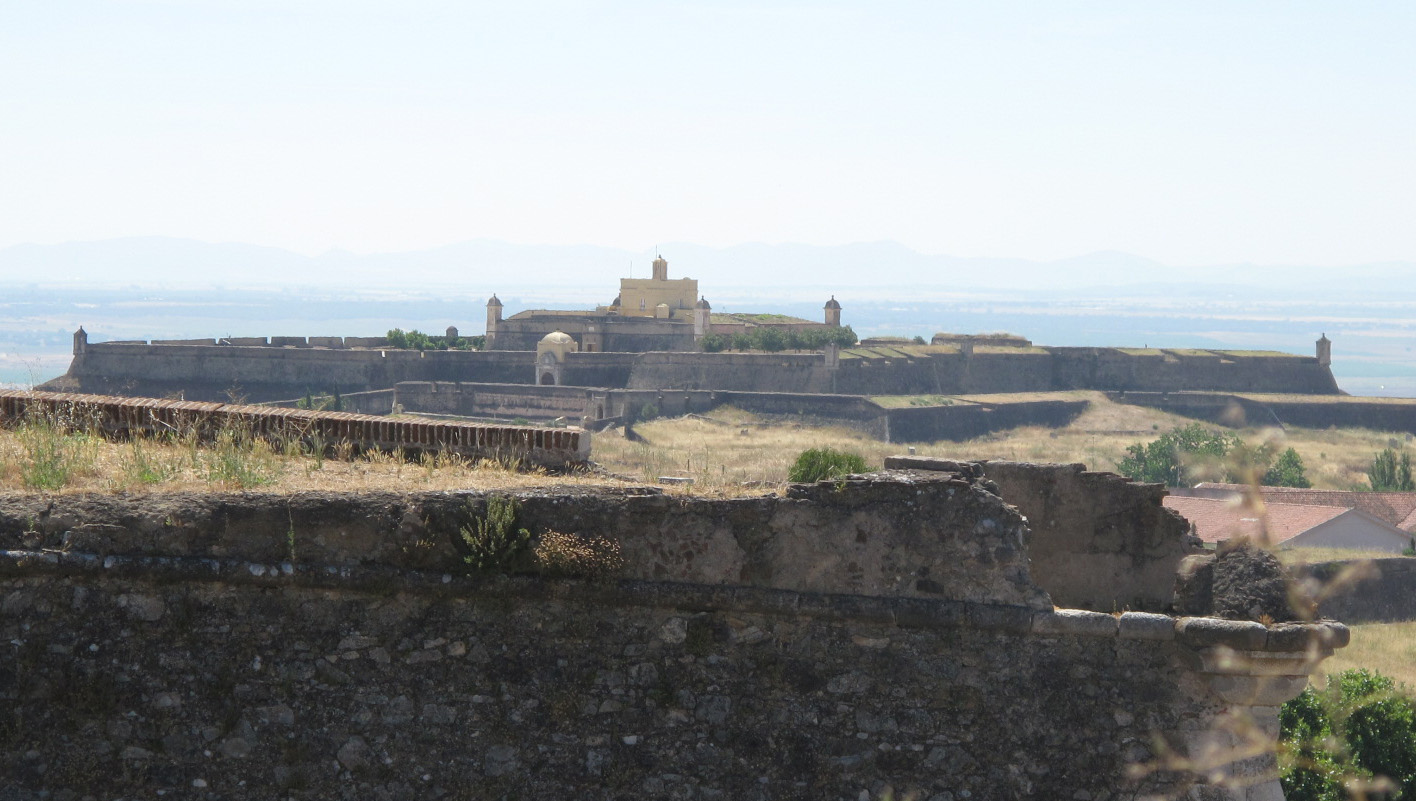
Vista panoràmica
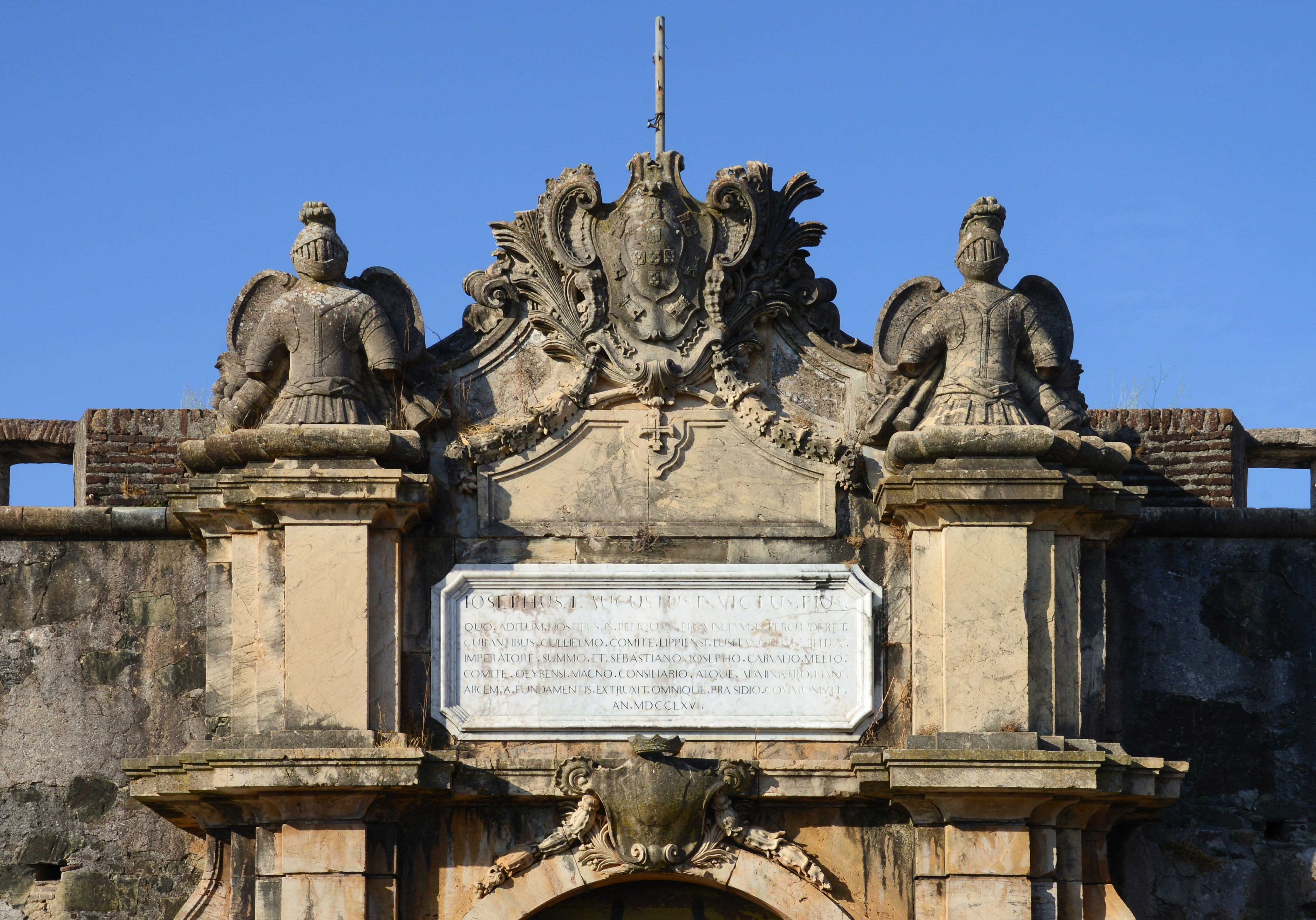
Detalls de la porta d'accés, amb una inscripció en llatí
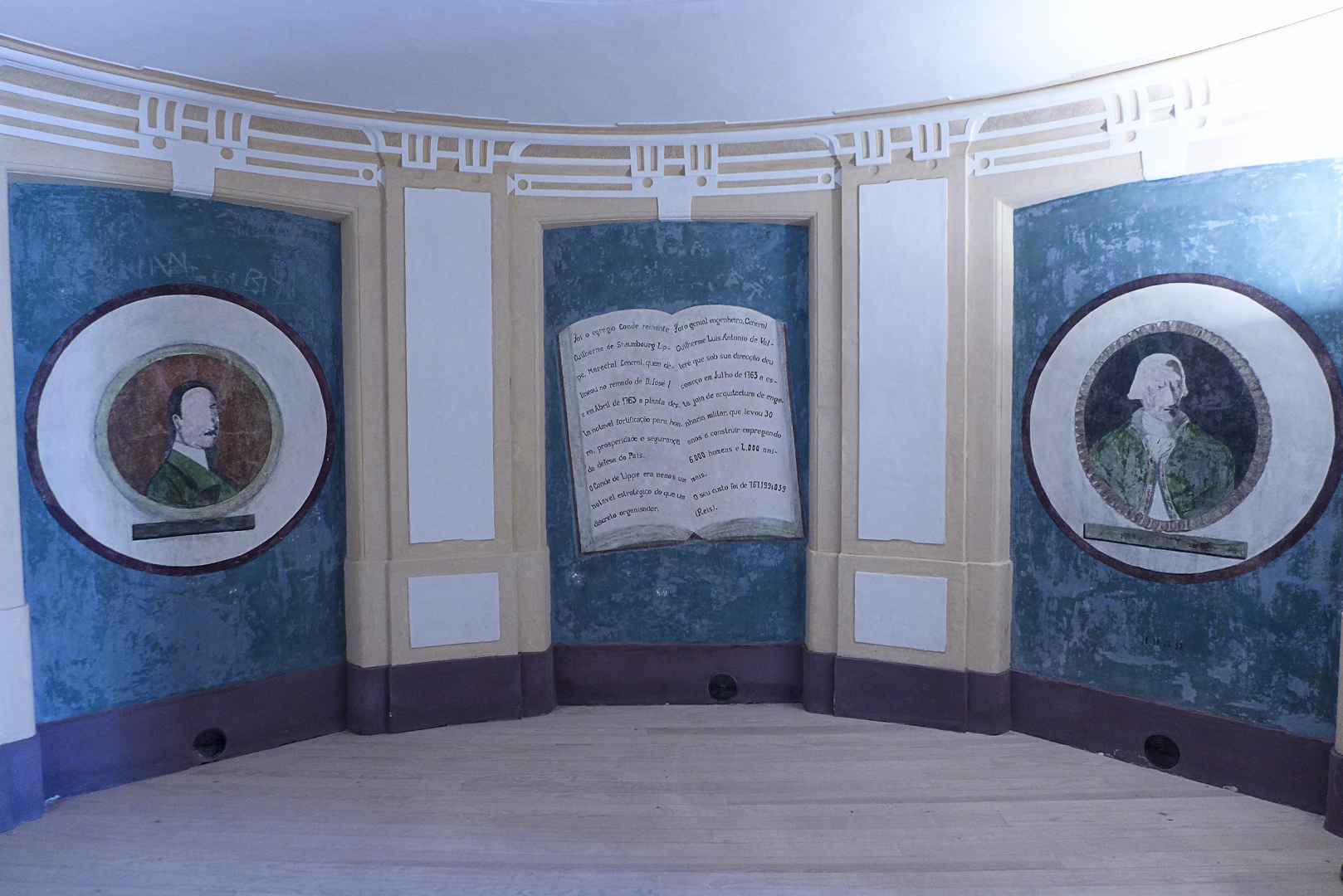
Detalls ornamentals a una de les habitacions